# Andrzej Skowron
Andrzej Skowron (ur. 6 października 1943 w Wadowicach) – polski matematyk, profesor nauk matematycznych. Specjalizuje się w matematycznych podstawach informatyki, sztucznej inteligencji, wnioskowaniach aproksymacyjnych, zbiorach przybliżonych oraz eksploracji danych. Profesor zwyczajny w Instytucie Matematyki Wydziału Matematyki, Informatyki i Mechaniki Uniwersytetu Warszawskiego (Zakład Logiki Matematycznej) oraz w Instytucie Badań Systemowych PAN.

## Życiorys
Absolwent I Liceum Ogólnokształcącego im. Mikołaja Kopernika w Bielsku-Białej. Studia matematyczne ukończył na Uniwersytecie Warszawskim, gdzie następnie został zatrudniony i zdobywał kolejne awanse akademickie (doktorat, habilitacja, profesura). Tytuł naukowy profesora nauk matematycznych otrzymał w 1991. Członek Polskiego Towarzystwa Matematycznego oraz Komitetu Informatyki PAN. Wypromował 20 doktorów nauk. Na macierzystym Wydziale Matematyki, Informatyki i Mechaniki UW pełnił w latach 1988-1990 funkcję prodziekana. Był przewodniczącym senatu Polsko-Japońskiej Akademii Technik Komputerowych w Warszawie (1994-1999). Od 1995 jest redaktorem naczelnym czasopisma „Fundamenta Informaticae”. W latach 1996–2000 był przewodniczącym International Rough Set Society, a następnie został członkiem komitetu sterującego tej organizacji. Od 2023 jest członkiem Academia Europaea. 
Swoje prace publikował w takich czasopismach jak m.in. „BMC Systems Biology”, „Natural Computing”, „Fundamenta Informaticae”, „Pattern Recognition Letters” oraz „International Journal of Approximate Reasoning”.
Laureat Nagrody im. Zygmunta Janiszewskiego (1987). W kadencji 2013-2016 przewodniczący jury Medalu i Wykładu im. Wacława Sierpińskiego.